# Orehoved
Orehoved är en ort på Falsters norra kust. Orten uppstod när en järnväg öppnades 1872 mellan Nykøbing Falster och Orehoved. Från Orehoved fanns en båtförbindelse till Masnedsund på Sydbanen mot Köpenhamn. År 1884 öppnades en förbindelse med järnvägsfärja till Masnedø dit Sydbanen förlängdes. När Storstrømsbroen öppnades 1937 lades färjetrafiken ned och Orehoved förlorade sin betydelse.
Den här artikeln är helt eller delvis baserad på material från danskspråkiga Wikipedia, Sydbanen, tidigare version.